# Đorđe Lazarević
Đorđe Lazarević (v srbské cyrilici Ђорђе Лазаревић; 3. března 1903, Vlasina u Surdulice, Srbsko – 28. června 1993, Bělehrad, Svazová republika Jugoslávie) byl srbský architekt, profesor Stavební fakulty Bělehradské univerzity. Byl rovněž prvním předsedou Jugoslávské společnosti stavebních inženýrů v letech 1958–1964 a řady ocenění z dob existence SFRJ.
Lazarević navrhl řadu budov, mezi které patřil např. Palác Albánie, kino Kosmaj, budova Hypoteční banky, most Gazela, most Mládeže v Niši a dalších.